# Nyctibatrachus vrijeuni
Nyctibatrachus vrijeuni is een kikker uit de familie Nyctibatrachidae.
De soort werd voor het eerst wetenschappelijk beschreven door de groep van biologen Sathyabhama Das Biju, Ines Van Bocxlaer, Stephen Mahony, K. P. Dinesh, Chandrasekharamenon Radhakrishnan, Anil Zachariah, Varad B. Giri en Franky Bossuyt in 2011. Het dier is ontdekt door wetenschappers van en vernoemd naar de Vrije Universiteit Brussel. In de Engelse taal wordt wel de naam VUB night frog gebruikt.
De kikker bereikt een lichaamslengte tot maximaal 4,5 centimeter.

## Verspreiding en habitat
Nyctibatrachus vrijeuni is nachtactief en leeft in bossen. De soort komt voor in Azië en is endemisch in India.
De kikker komt voor in het primaire en secundaire regenwoud van een deel van de West-Ghats, een bergketen die gelegen is aan de westkust van Zuid-India.

## Voortplanting en ontwikkeling
Het vrouwtje zet haar eieren af in planten boven stromend water met een rotsige ondergrond van bergriviertjes. De soort kent een vorm van broedzorg waarbij het mannetje de eitjes bewaakt, ze worden daarnaast vochtig gehouden zodat ze niet uitdrogen. Wanneer de kikkervisjes uit het ei komen, vallen ze in het onderliggende water. Ze ontwikkelen zich in stromende wateren tussen de rotsen. De larven hebben aangepaste lichaamsdelen zodat ze zich aan de rotsen kunnen vastzuigen en niet met de stroom worden meegevoerd.